# Харбин БЗК-005
Харбин БЗК-005 је кинеска беспилотна летелица коју је развила кинеска компанија Харбин Авионска Индустрија уз помоћ пекиншког Универзитета за аеронаутику и астронаутику. Корисник ове беспилотне летелице јесте ратно ваздухопловство и морнаричка авијација ратне морнарице Народноослободилачке војска Кине.

## Дизајн и развој
Беспилотна летелица Харбин БЗК-005 је јавности први пут представљена 2006. године. Беспилотна летелица Харбин БЗК-005 је намењена превасходно извиђању и поседује опто-електонску опрему, као и сателитски дата линк. Припада класи беспилотних летелица велике висине и велике даљине лета (HALE, High Altitude, Long Endurance). Други пак извори наводе да припада класи беспилотних летелица средње висине и велике даљине лета (MALE, Medium Altitude, Long Endurance).

## Варијанте
- Харбин БЗК-005 – извиђачка ненаоружана верзија.
- Харбин БЗК-005Ц – борбено-извиђачка наоружана верзија, која поседује могућност ношења до 300 килограма подвесног терета у виду наоружања и опто-електронске опреме. Јавности је први пут представљена 11. новембра 2018. године.).[3]

## Корисници
- НР Кина